# Мяки, Вейо
Вейо Мяки (фин. Veijo Mäki; 7 декабря 1958 — 16 февраля 2020) — финский шахматист, международный мастер (1987).
Двукратный чемпион Финляндии (1982 и 1990).
Участник 16-го чемпионата мира среди юниоров (1977) в г. Инсбруке (17-место).
Многократный участник различных соревнований в составе национальной сборной по шахматам:
- 6 олимпиад (1980—1984, 1988—1990, 1996).
- 3-й командный чемпионат мира среди участников до 26 лет (1981) в г. Граце.
- 2-я Телешахолимпиада (1981/1982). Команда Финляндии дошла до четвертьфинала.
- 9-й Кубок северных стран[нем.] (1983) в г. Осло.
- 2 командных чемпионата Европы (1989, 1997).

В составе различных команд участник 8-и Кубков европейских клубов.

## Изменения рейтинга
| Графики недоступны из-за технических проблем. См. информацию на Фабрикаторе и на mediawiki.org. |